# Casas de Miravete
Casas de Miravete è un comune spagnolo di 161 abitanti situato nella comunità autonoma dell'Estremadura.